# Іван Кукулевич-Сакцинський
Іван Кукулевич-Сакцинський (хорв. Ivan Kukuljević Sakcinski, 29 травня 1816, Вараждин, тепер Хорватія — 1 серпня 1889, Пугаковець / Puhakovec, Хорватське Загір'я, тепер Хорватія) — хорватський політичний діяч, історик, поет, драматург, діяч Хорватського національного відродження.

## З життєпису
Від батька Іван Кукулевич-Сакцинський успадкував почуття глибокої любові до батьківщини Хорватії, а югослов'янське відродження (ілліризм), що припало на період його становлення, ще більше розпалило патріотичні почуття, нарешті знайомство з ватажками руху (Ожегович, Драшкович, Вук Караджич, Сима Мілутінович і особливо Гай) остаточно спонукало Кукулевича виступити на літературній ниві на захист знівечених прав хорватського народу.
Іван Кукулевич-Сакцинський написав вірші «До Хорватії» (An Kroatien) — німецькою, адже рідна мова була в загоні і у школі їй не навчали; «Tuga za ljubom» — уже по-хорватськи, та інші, вміщені потім у його збірці «Razlicita dela». Також Кукулевич-Сакцинський почав створювати зразки національної драматургії — «Juran i Sofia», «Gusar», «Poraz Mougolah». Одна чітка ідея пов'язувала й пронизувала ці твори — ідея боротьби за народне визволення хорватів.
У 1842 році Іван Кукулевич-Сакцинський залишив військову службу й оселився в Загребі. Тут ропочалася гаряча політична діяльність: він засідав у сеймах і на з'їздах, вимагав заміни латини хорватською мовою, агітував своїми патріотичними віршами («Domordoac», «Slavianska domovina», «Koraljke», «Slavjanke»), пробуджував народну самосвідомість своїми історико-літературними працями («Slovnik umjetnikah jugoslavenskih», ст. у «Даниці», 1842 та ін.). Блискучий ораторський талант особливо став у нагоді йому в 1848 році — Кукулевич-Сакцинський увійшов у тимчасовий уряд Хорватії, скликав народні збори для вибору бана, виконував важливі дипломатичні доручення.

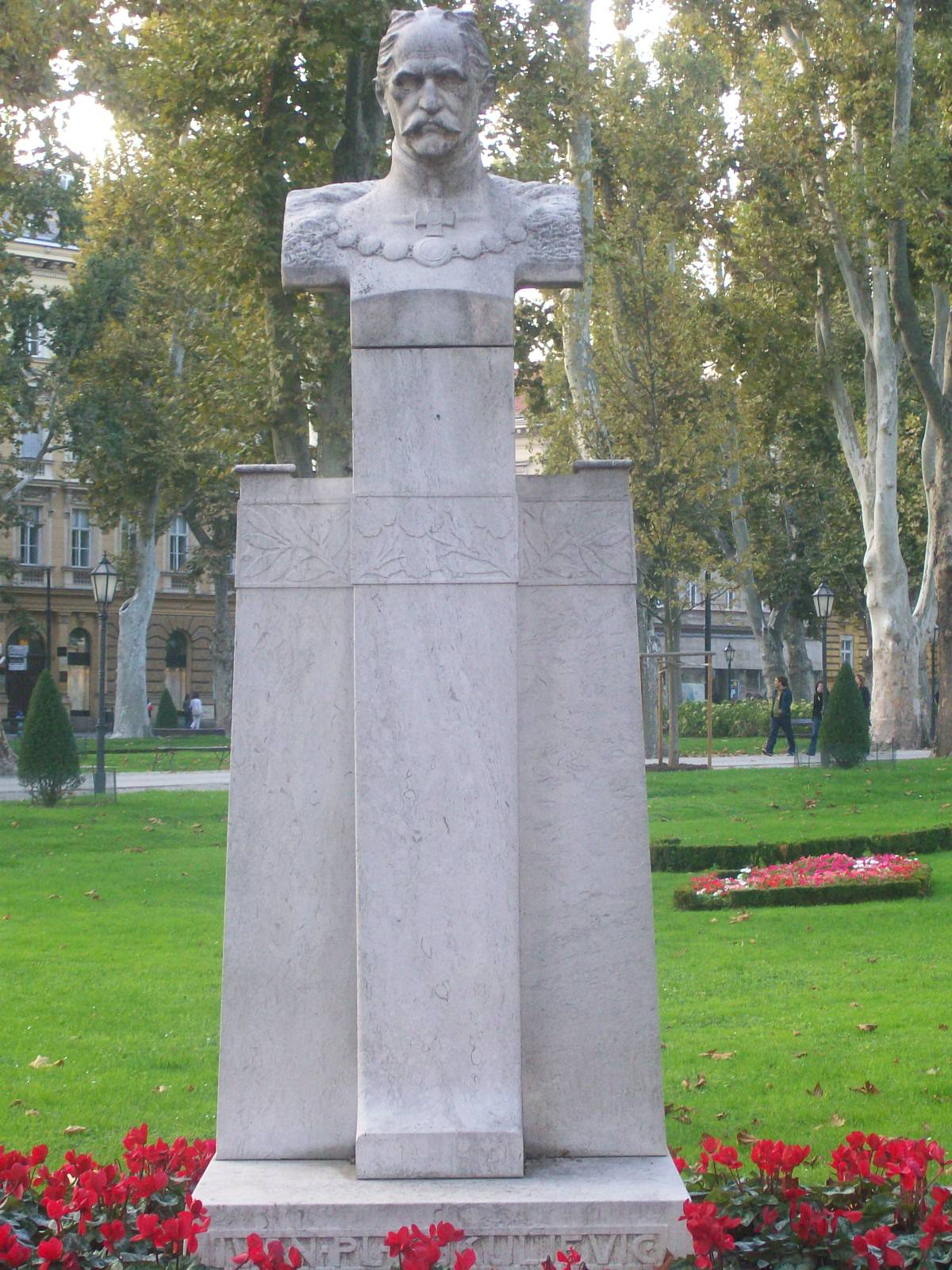
Пам'ятник І. Кукулевичу-Сакцинському на Зринєваці

Коли почалася реакція, Кукулевич залишив офіційну діяльність. У 1850 році заснував «Югослов'янське історичне товариство», взявся видавати «Arkiv za poviestnicu jugoslavensku» (1851—75). У цей же період свого життя Кукулевич здійснив низку подорожей по слов'янських землях з метою збирання рукописів і книг та знайомства зі слов'янськими вченими. Результати цих поїздок були описані ним і у часописах, також вони позначилися на його подальших працях, як то «Bibliografia Horvatska», також він почав публікувати різноманітні історичні пам'ятки — «Acta croatica», «Codex diplomaticus», «Jura regni Croatiae», «Dalmatiae et Slavoniae». Найкращою ж з історичних розвідок Кукулевичв-Сакцинського по праву вважається «Боротьба хорватів з монголо-татарами» (Borba Hrvatah s Mongoli i Tatari, 1863).
Кукулевич також брав участь у початковій стадії діяльності Югослов'янської академії наук і мистецтв: він підготував до видання т.1 «Monumenta historica slavorum meridionalium», т.1. «Stari pisci Hrvatski» тощо.
У 1865 році Кукулевич-Сакцинський був заступником бана і діяв у дусі розвитку національної автономії. У 1867 році, після торжества дуалізму в Австро-Угорщині, вийшов у відставку.

## Літературний доробок
Кукулевич-Сакцинський написав ряд основоположних для хорватської драматургії п'єс:
- історична драма «Юран і София, або Турки біля Сісака» (1839, театр у Сісаку);
- «Степко Шубич» (вид. 1841);
- «Потуречений» (вид. 1867);
- «Марула» (вид. 1879).